# Plaines des Roches
Plaines des Roches är en ort i Mauritius.   Den ligger i distriktet Rivière du Rempart, i den västra delen av landet, 21 km öster om huvudstaden Port Louis. Plaines des Roches ligger 52 meter över havet och antalet invånare är 4 218. Den ligger på ön Mauritius.
Terrängen runt Plaines des Roches är platt åt nordost, men åt sydväst är den kuperad. Havet är nära Plaines des Roches åt nordost.  Närmaste större samhälle är Centre de Flacq, 9,0 km söder om Plaines des Roches. I omgivningarna runt Plaines des Roches växer i huvudsak städsegrön lövskog.